# Traian (stație de metrou)
Traian este o stație planificată de metrou din București. Se va afla în Sectorul 2, pe Bulevardul Pache Protopopescu, în apropierea Liceului Mihai Viteazul, la o adâncime de −12,1 m.